# Kappelrodeck
Kappelrodeck ist eine Gemeinde im Ortenaukreis in Baden-Württemberg, Deutschland. Der Weinort liegt am Übergang vom Nordschwarzwald zur Vorbergzone des Oberrheingrabens.

## Geographie

### Geographische Lage
Kappelrodeck liegt am Westabhang des Schwarzwalds im Achertal, rund 20 Kilometer nördlich von Offenburg und rund 20 Kilometer südlich von Baden-Baden. Bei klarem Wetter hat man einen Blick bis nach Straßburg, das sich rund 25 Kilometer westlich von Kappelrodeck befindet.

### Nachbargemeinden
Die Gemeinde grenzt im Norden an Sasbachwalden, im Osten an Seebach, im Südosten an Ottenhöfen, im Süden an Lautenbach und die Stadt Oberkirch, im Westen an die Stadt Renchen und im Nordwesten an die Stadt Achern.

### Gemeindegliederung

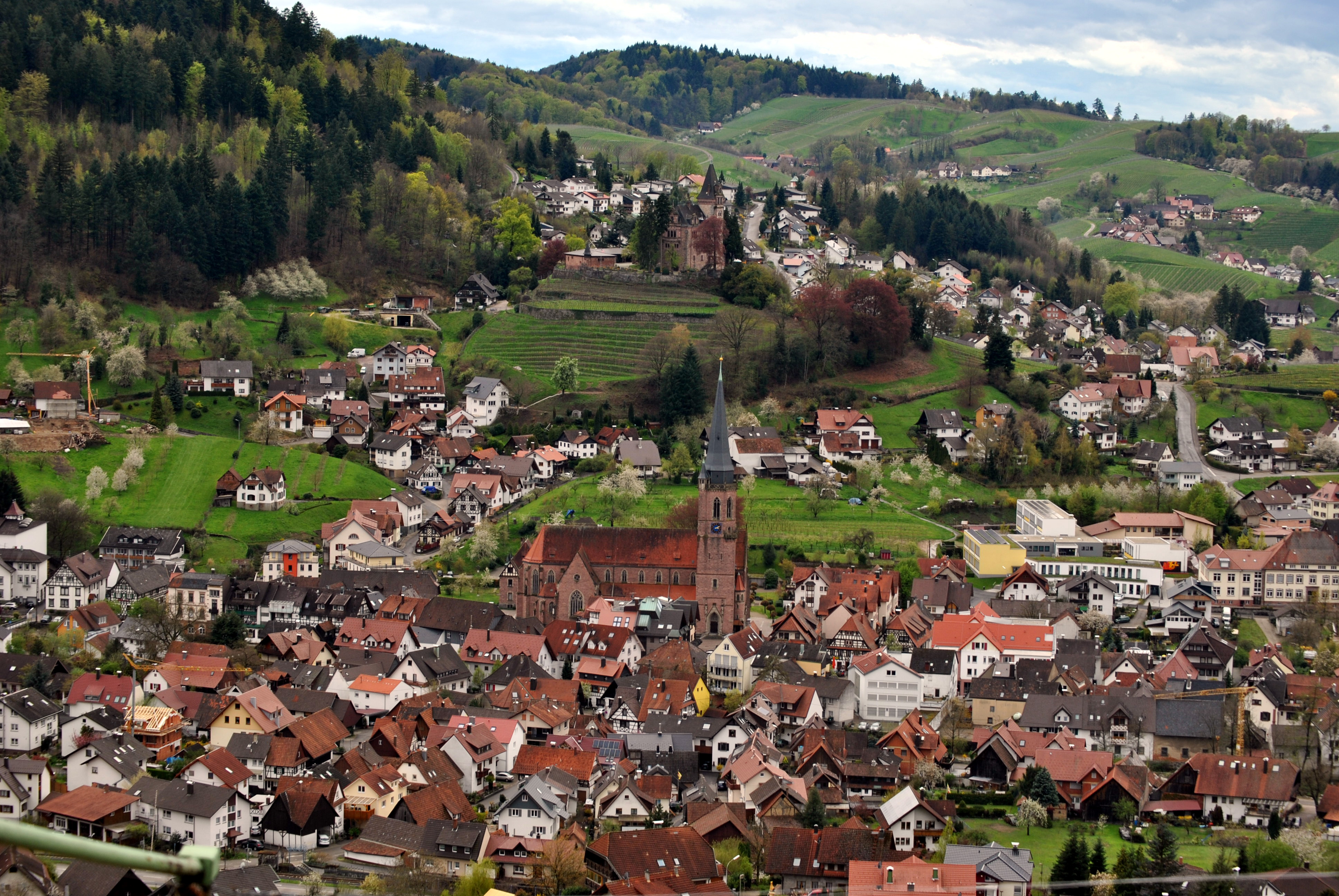
Kappelrodeck mit der Kirche St. Nikolaus

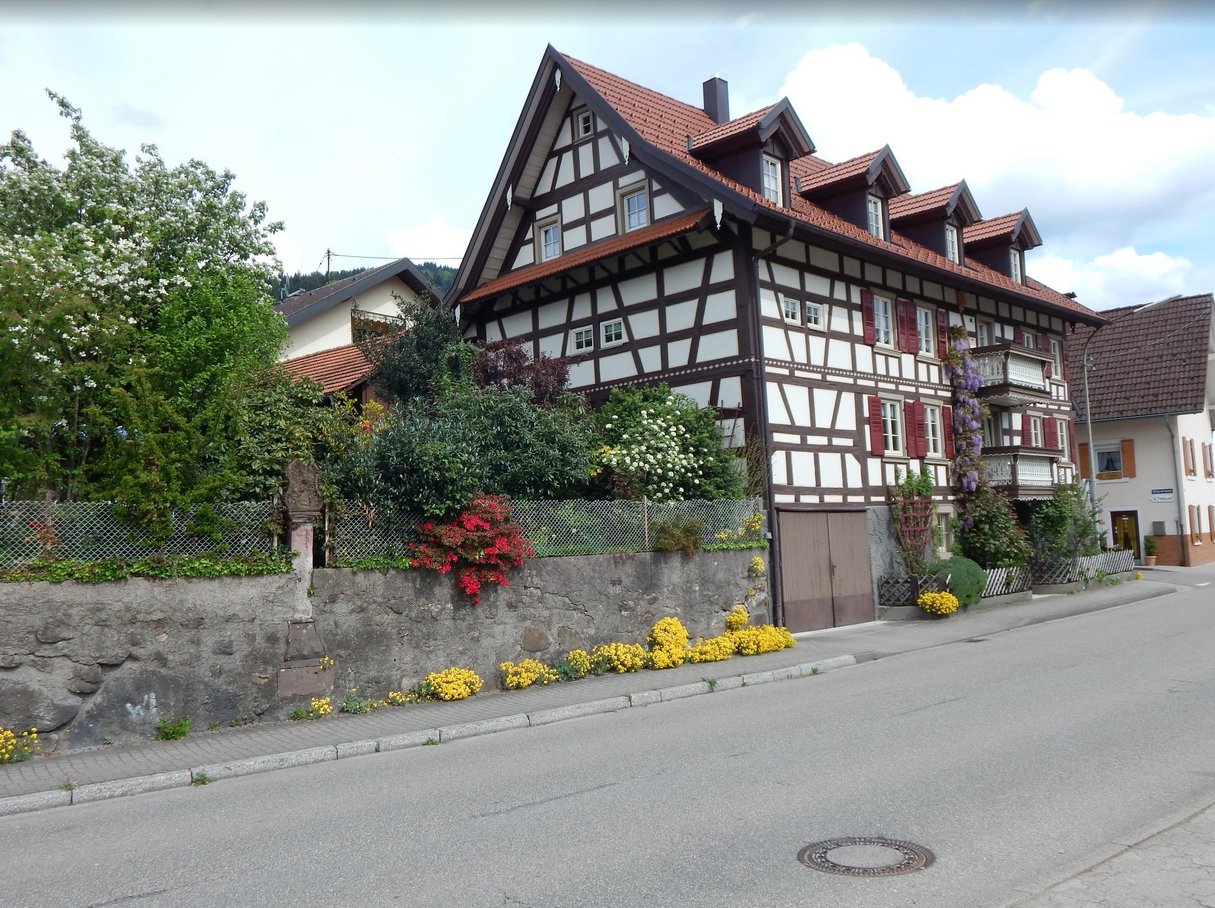
Kappelrodeck

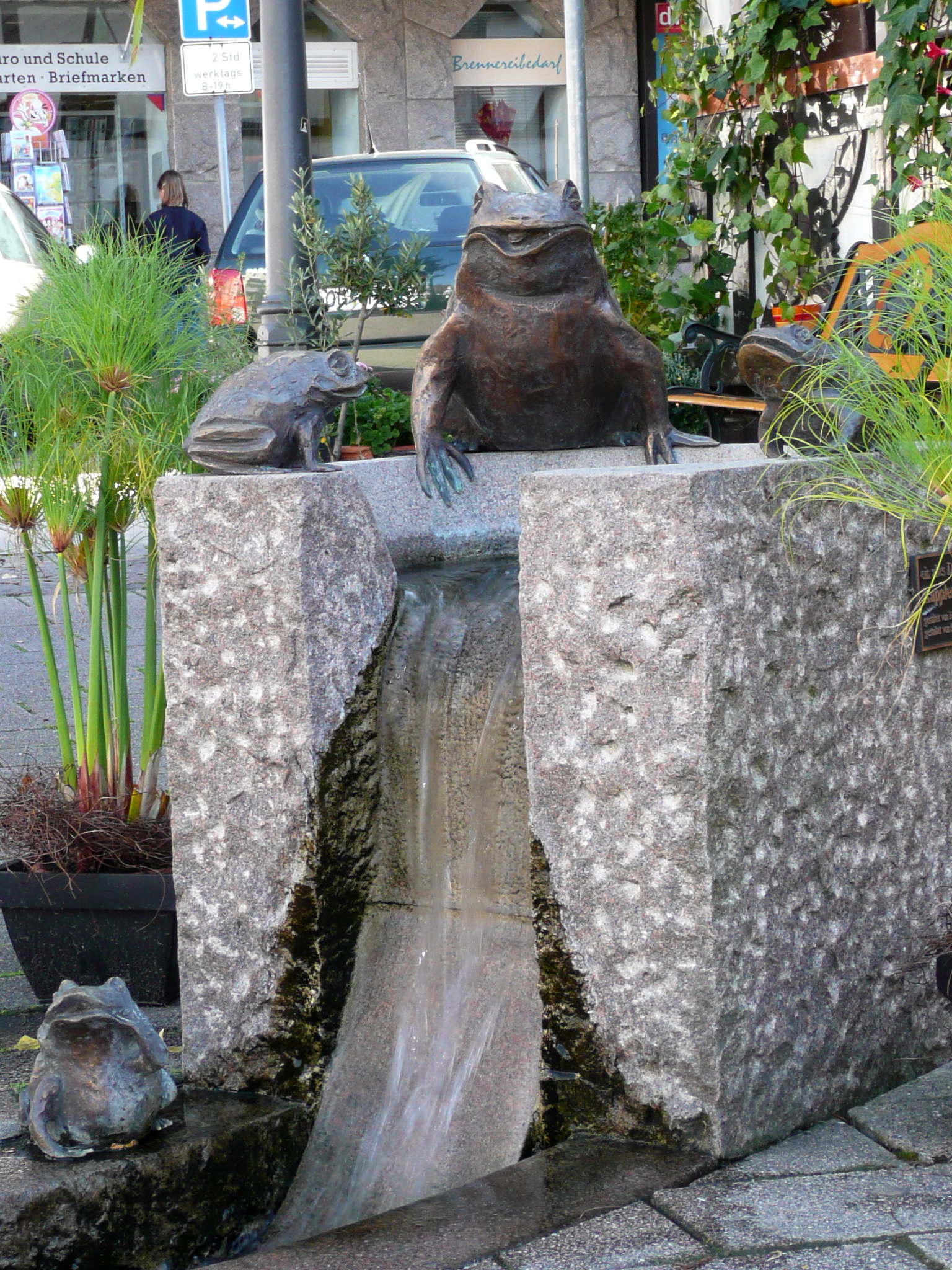
Brunnen in Kappelrodeck

Zur Gemeinde Kappelrodeck mit der ehemals selbstständigen Gemeinde Waldulm gehören 33 Dörfer, Weiler, Zinken, Höfe und Häuser. Zur Gemeinde Kappelrodeck in den Grenzen vor der Gebietsreform der 1970er Jahre gehören das Dorf Kappelrodeck, die Zinken Auf der Klaus, Bei der Hammerschmiede, Bernhardshöfe, Iberg und Steinebach, die Siedlung Brandrain, die Höfe Eckelshalde (Häselshof), Erb, Ganseck, Häselhof, Hagenberg, Heidenhöfe, Lammhöfe, Langenberg, Ottenberg, Waidhof (Schloßhof) und Wolfersberg, die Wohnplätze Freiamt, Mattenmühle, Scheuerhof, Widig und Zuckerberg und Schloss und Haus Rodeck. Zur ehemaligen Gemeinde Waldulm gehören die Zinken Blaubronn-Zinsel, Oberberg, Schwend, Tal, Unterberg und Weiher, Häuser und Höfe Pfaffenbach und Ziegelhöfe und der Ort Winterbürg.
Heute verfügt Kappelrodeck über zwei attraktive Baugebiete, das Baugebiet „Schloßacker“ im Ortsteil Kappelrodeck und das Baugebiet „Dorfbündt“ in Waldulm.

## Geschichte
Die erste urkundliche Erwähnung als A Capelle apud Rodecke stammt aus dem Jahre 1349; bereits 100 Jahre früher (1244) wurde Waldulm erwähnt. Aus dem Jahre 1587 stammt die Bezeichnung „Capelle prope Rodecke“, im Laufe der Jahre folgte die Bezeichnung „Cappel unter Rodeck“. Schließlich wurde die Bezeichnung „Obercappell“ verwendet, um Verwechslungen mit „Unterkappel“ (heute Kappelwindeck, Stadt Bühl) zu vermeiden.
1316 wechselte Kappelrodeck vom Ortenauer Reichsland in die Herrschaftsgewalt und Gerichtsbarkeit des Fürstbischofs Johann I. von Straßburg.
Durch die Enge des Tales kam es zu Aussiedlungen in platzreichere Gebiete; es entstanden die Ortsteile Bernhardshöfe, Heidenhöfe, Ottenberg, Iberg, Steinebach und einzelne Höfe wie z. B. Ganzeck oder Wolfersberg.
Die meisten Anwohner jedoch siedelten sich rund um die namensgebende Kapelle an. Die Kapelle bildete den Dorfmittelpunkt und bot durch die leicht erhöhte Lage Schutz vor Hochwasser und Überschwemmung. Hier führte auch die Brücke über die Acher, die überquert werden musste, um ins hintere Achertal zu gelangen. Durch Überschwemmungen bei starken Regenfällen oder Schneeschmelze war die Brücke allerdings oft überflutet, was teilweise lange Wartezeiten bedeutete.
In Kappelrodeck und Umgebung hatten viele Adelsgeschlechter ihren Sitz, wie die Pfalzgrafen und Markgrafen von Baden, die Dynastien der Ebersteiner und Staufenburger sowie die Edlen von Bach, Bosenstein und Rodeck. Außerdem hatten einige Klöster wie das nahe Allerheiligen oder das entferntere St. Georgen Besitz in der Region.
Kappelrodeck war einer der sechs Gerichtsbezirke. Die Rechtspflege wurde vom landesherrlichen Schultheißen oder einem Stabhalter mit vom Gericht vorgeschlagenen und vom Amt bestätigten Geschworenen (Gerichtszwölfer) ausgeübt. Das „Kappler“ Gericht war das größte der sechs Bereiche und umfasste den Flecken Kappel „am Wege bei Rodeck“, die Rotten Bernhardshöfe und Steinebach, Am Bach und Furschenbach, die Rotten Grimmerswald und Seebach am Fuße der Hornisgrinde, Ottenhöfen und Hagenbruck, das Dorf Waldulm und die Rotten im Tal und auf dem Berg wie auch die Rotten links und rechts des Sonderwassers. Es zählten all die Höfe und Weiler im Atzel-, Heiden-, Wolfers-, Simmers- und Lauenbach dazu sowie dann jenseits der Acher die Berg- und Talbereiche bis hinauf auf die Hornisgrinde. Es gab in dieser drei Gerichte: das Grundherrliche oder Hubengericht und gemeindliche oder Bauerngericht sowie das landesherrliche oder öffentliche Gericht, auch Landgericht genannt. Die beiden ersteren befassten sich hauptsächlich mit dem Bereich des Ackerbaus und der Viehzucht und nahmen die Aufgaben der Dorf-, Feld- und Waldpolizei wahr.
Todesurteile wurden an der Gemarkungsgrenze im Bereich Galgenfeld vollstreckt. Spätere Hinrichtungen fanden in der Herrenmatte, dem heutigen Festplatz, statt.
Kappelrodeck war ein bekannter Marktflecken mit Verbindungen nach Achern und Sasbach sowie anderen Orten entlang der „Ortenauer Bergstraße“ (heutige B 3).
1601 erschütterte ein schweres Erdbeben die Region, danach folgte der Dreißigjährige Krieg mit Durchzügen, Einquartierungen, Kriegskontributionen und Lösegeldern, Räubereien und Plünderungen. Am Ende des Krieges wurde das Amt Oberkirch, dem Kappelrodeck unterstand, an Württemberg verpfändet und 1663 vom Straßburger Fürstbischof zurückgekauft.
Die zweite Hälfte des Jahrhunderts war gekennzeichnet von den Kriegen Ludwigs XIV., dessen Verheerungen und Auswirkungen teilweise schlimmer waren als der vorhergegangene Dreißigjährige Krieg.
Große Hochwasser waren 1716 und 1778 zu verzeichnen. Auch die Französische Revolution 1789 machte sich im Achertal bemerkbar. Konkret wurde 1799 ein französischer Soldat erschossen, was zu einer Auseinandersetzung mit den französischen Soldaten führen sollte. Mit Unterstützung der österreichischen Blankensteiner Husaren und der Infanterie unter Führung von Graf Hardeck versammelte sich das ganze Tag am „Birkköpfl“, um die anrückende Armee der Franzosen zu empfangen. Durch einen gezielten Abschuss des französischen Offiziers von einem Scharfschützen konnte die Situation entspannt werden und die französischen Streitkräfte zogen sich zurück. Durch Wachen sowie Ausschauplätzen am „Bienenbuckel“ konnte frühzeitig vor einer neuen Gefahr durch französische Streitkräfte gewarnt werden. Die waffenfähigen Einwohner sammelten sich nach Alarmsignal im Oberdorf auf der „Ladstatt“, wo die Schusswaffen geladen wurden, und eilten danach direkt zum bedrohten Ort. Über einen Einsatz berichtete sogar die „Frankfurter Reichs-Ober-Post-Amts-Zeitung“ vom 8. Juni 1799: „Am 21. Mai 1799 früh nach 8 Uhr rückten die Franzosen gegen 3000 Mann stark mit 3 Kanonen gegen das Oberkappeltal an. Allein 3 Züge von Blankenstein Husaren unter dem Rittmeister Illesy und eine Kompanie vom Gradiskanerbataillon beschäftigen den Feind solange, bis der Baron Leopold von Neuenstein und Lorenz Winter, Ochsenwirt von Kappel, die mit der Landarbeit beschäftigten Kapplertalbewohner zusammenholten und dann gemeinschaftlich mit dem kaiserlichen Militär gegen den Feind fochten. Sie brachten nachmittags um 4 Uhr denselben gänzlich zum Weichen mit einem Verlust von 400 Toten und Verwundeten, während erstere selbst nur 19 Mann und 23 Pferde einbüßten. Die Franzosen verbrannten auf ihrem Rückzug zu Waldulm 5 Taglöhnerhäuser, 2 Scheunen und eine Mühle“.
Die Kriegshandlungen zogen sich von Frühjahr 1799 bis hinein in den Sommer 1799.
Mit der Neuordnung durch den Reichsdeputationshauptschluss 1803 wechselte Kappelrodeck von der fürstbischöflich-straßburgischen Herrschaft an das badische Herrscherhaus. Der Ort erlebte nun ruhigere Zeiten, was eine Steigerung der Einwohnerzahlen zur Folge hatte. Auch wurden in diesen Jahren die ersten Vereine gegründet.
Bei einem Hochwasser 1824 wurde eine Holzbrücke, die das Gasthaus Löwen mit einem gegenüberliegenden Haus verband, weggespült. Hierbei kamen auch der damalige Wirt des Gasthauses und seine Frau ums Leben. Weitere Überschwemmungen waren 1938 und 1947, vor allem im Bereich der heutigen Straße „Venedig“.
Technisierung, Industrialisierung und Bahnanschluss 1898 läuteten das 20. Jahrhundert ein. Kappelrodeck wurde von beiden Weltkriegen durch äußere Einflüsse ziemlich verschont.
Im Zuge der Gebietsreform wurde Waldulm am 1. Januar 1974 in die Gemeinde Kappelrodeck eingegliedert. 1994 feierte Waldulm sein 750-jähriges und 1999 Kappelrodeck sein 650-jähriges Ortsjubiläum. Im selben Jahr konnte die für die Gemeinde und die Ortsentwicklung jahrzehntelang angestrebte Umgehungsstraße dem Verkehr übergeben werden.

## Religionen
Da die Reformation an Kappelrodeck vorbeigegangen ist, ist der Ort auch heute noch vorwiegend römisch-katholisch geprägt. Sowohl im Hauptort als auch in Waldulm bestehen katholische Gemeinden. Inzwischen gibt es jedoch auch eine evangelische Gemeinde.

## Politik

### Gemeinderat
Die Gemeinderatswahl am 9. Juni 2024 brachte folgende Sitzverteilung:
| Partei/Liste    | 2024    | 2024    | 2019   | 2019  |
| Partei/Liste    | Anteil  | Sitze   | Anteil | Sitze |
| --------------- | ------- | ------- | ------ | ----- |
| Freie Wähler    | 60,22 % | 11      | 56,3 % | 10    |
| CDU             | 39,78 % | 7       | 37,0 % | 7     |
| SPD             | 0,00 %  | 0       | 6,6 %  | 1     |
| Wahlbeteiligung | 63,62 % | 63,62 % | ?      | ?     |

Waldulm verfügt über einen Ortschaftsrat.

### Bürgermeister
- 2009 bis heute: Stefan Hattenbach

### Wappen
Blasonierung: „In Rot ein silberner Schrägbalken, darin eine schwarz gesockelte, bedachte und befensterte, rote Kirche in Seitenansicht mit vorne angesetztem Turm mit beknaufter Laterne“.
Wappenerklärung: Kappelrodeck besitzt ein redendes Wappen ähnlich den Wappen der Stadt Bühl oder der früheren Gemeinde Gamshurst (gehört heute zu Achern). Die in einem Schrägrechtsbalken stehende Kapelle stellt einen direkten Bezug zum ursprünglichen Ortsnamen „Cappel unter Rodeck“ her. Der silberne Schrägbalken soll auf die jahrhundertelange Zugehörigkeit zum Bistum Straßburg hinweisen. Bei Beantragung neuer Dienststempel im Dezember 1900 sollte die Kapelle durch eine reine Farbkomposition ersetzt werden, was der damalige Gemeinderat verhinderte. Eine befriedigende Lösung wurde erst 1955 gefunden. Es ist nun eine Kombination des Wappens des Fürstbistums Straßburg mit der Kapelle (Silberner Schrägbalken auf rotem Grund mit Kapelle). Dieses Wappen wird seither in Kappelrodeck verwendet und ziert auch das Rathaus.

### Partnerschaften
Kappelrodeck unterhält mit folgender Stadt eine Städtepartnerschaft:
- Rosheim, Elsass, Frankreich, seit dem 9. Oktober 1994

Die Partnerschaftsurkunde zwischen beiden Gemeinden wurde am 9. Oktober 1994 in Kappelrodeck und am 12. März 1995 in Rosheim unterzeichnet.
Ein Fahrzeug der Ortenau-S-Bahn trägt den Namen Kappelrodeck.

## Kultur und Sehenswürdigkeiten

### Schloss Rodeck
Schloss Rodeck, aus dem 13. Jahrhundert, gehörte anfangs den Herren von Röder. Das heutige Schloss entstand 1879 auf der Grundlage der einstigen Burg. Mit der Hilfe des Architekten Kessler ließ der damalige Besitzer, Oberappellationsgerichtsrat Heinrich Friedrich Schliephacke (* 1839 in Roklum; † 1911 auf Schloss Rodeck) mit seiner Frau Marie Therese, geb. Heyne-Hedersleben (* 1846 auf Klostergut Hedersleben; † 1890 auf Schloss Rodeck) die Burg im Stile der Neorenaissance umbauen. Nachdem die Familie Schliephacke das Schloss nach den Wirren der Inflation veräußert hatte, wechselten die Besitzer häufig, bis es dann nach dem Krieg als Altenheim des Landkreises genutzt wurde. Heute ist es in Privatbesitz.

### Kirche St. Nikolaus
Bereits im 11. Jahrhundert stand nahe der Acherbrücke eine kleine Kapelle, die St. Nikolaus geweiht war. Der Name des Ortes Kappelrodeck geht auf diese kleine Kapelle zurück. An ihrer Stelle steht heute die 1902 bis 1907 errichtete neugotische Pfarrkirche St. Nikolaus. Der seinerzeit vielbeachtete Kontroverstheologe Johann Nikolaus Weislinger war hier von 1730 bis 1750 Pfarrer.

## Wirtschaft und Infrastruktur

### Weinbau
Kappelrodeck ist ein Weinbauort, dessen Lagen zur Weinbauregion Ortenau im Weinbaugebiet Baden gehören. Er stellte 1968/69 mit Gisela Zeferer die Badische Weinkönigin.
Bereits 18 Bundesehrenpreise der Deutschen Landwirtschafts-Gesellschaft e. V. (DLG) gingen nach Kappelrodeck an die Winzerkeller Hex vom Dasenstein eG, sechsmal davon sogar in Gold. In den Jahren 2004, 2005, 2006 und 2007 belegten die Winzer aus Kappelrodeck sogar den 1. Platz in der DLG-Top-100-Liste der besten deutschen Weinerzeuger und tragen daher den Titel „Bester Weinerzeuger Deutschlands“.
Das Weingut Tobias Köninger ist das einzige private Weingut in Kappelrodeck.
Im Ortsteil Waldulm befindet sich die Waldulmer Winzergenossenschaft, die ebenfalls zahlreiche Preise und Auszeichnungen erhalten hat und auch in der DLG-Top-100-Liste der besten deutschen Weinerzeuger verzeichnet ist.

### Obstbrennerei
Entlang des Tales haben sich viele Obstbrennereien etabliert, von denen die bekanntesten wohl die Brennerei Scheibel, Edelbrände Weissenbach, Edelbrände Kohler, Brennerei Feiner Kappler – Axel Baßler und Brennerei Theo Künstel sind. Eine Spezialität und Rarität stellt die Verarbeitung der Zibarte zum Zibärtle genannten Edeldestillat dar.

### Verkehr
Durch die Achertalbahn (Achern–Ottenhöfen im Schwarzwald) ist Kappelrodeck an das überregionale Schienennetz angebunden.

### Energieversorgung
Ab 2024 soll durch die Papierwerke Lenk ein Biomasse-Heizkraftwerk betrieben werden, mit rund 130.000 MWh pro Jahr und einer thermischen Feuerungswärmeleistung von 14,7 MWth. Der Brennstoffdurchsatz wird bei über drei Tonnen pro Stunde liegen, eingesetzt werden soll Frischholz und Altholz bis zur Kategorie A2. Die Schornsteinhöhe soll 28 Meter betragen. Altholz der Kategorie A2 ist verleimtes, gestrichenes, beschichtetes, lackiertes oder anderweitig behandeltes Altholz ohne halogenorganische Verbindungen in der Beschichtung und ohne Holzschutzmittel. Unter diese Hölzer und Holzwerkstücke fallen vorrangig Gebrauchtmöbel aus furnierten Spanplatten und Bauspanplatten.

### Baugebiete
Kappelrodeck hat zwei Wohnbaugebiete, das Baugebiet „Schloßacker“ im Ortsteil Kappelrodeck und das Baugebiet „Dorfbündt“ im Ortsteil Waldulm. Daneben stehen im Gewerbegebiet „Kohlmatt“ Entwicklungsflächen für Unternehmen zur Verfügung.

### Bildungseinrichtungen
Im Hauptort gibt es mit der Schloßbergschule eine Grund-, Haupt- und Werkrealschule sowie eine Realschule. In Waldulm besteht eine Grundschule.

### Betreuungseinrichtungen
Kappelrodeck verfügt über eine vielfältige Bildungs- und Betreuungslandschaft. Es bestehen drei Kindergärten mit insgesamt 10 Gruppen (Stand 1. Januar 2012). Die Betreuung von Kindern unter drei Jahren ist möglich und wurde in den Jahren 2012 und 2013 ausgebaut, ebenso wie die Ganztagesbetreuung in den Kindertagesstätten. Daneben besteht ein großes Angebot an privater Kindertagespflege.

### Schwimmbad
Kappelrodeck verfügt über ein im Jahre 2011 grundlegend saniertes, beheiztes Schwimmbad mit Blick in die Weinberge.

### Justiz
Kappelrodeck gehört zum Bezirk des Amtsgerichts Achern.

### Besonderes
In Kappelrodeck gibt es eine der letzten noch regelmäßig genutzten Ortsrufanlagen in Deutschland, welche in der lokalen Mundart „Dorfbrätsch“ genannt wird. Der Ort bemüht sich um eine Aufnahme in die Liste des immateriellen Kulturerbes.